# 4-Acetoxy-2-azetidinon
4-Acetoxy-2-azetidinon oder 4-AA ist eine chemische Verbindung aus der Gruppe der 2-Azetidinone (β-Lactame). 4-AA ist ein Vorläufer der β-Lactam-Antibiotika aus den Familien der Carbapeneme und Peneme.

## Gewinnung und Darstellung
Eine mögliche Darstellung für 4-AA geht von Threonin aus.